# Яселка
Я́селка — село в Україні, у Куцурубській сільській громаді Миколаївського району Миколаївської області. Населення становить 325 осіб.

## Населення

### Мова
Розподіл населення за рідною мовою за даними перепису 2001 року:
| Мова       | Кількість | Відсоток |
| ---------- | --------- | -------- |
| українська | 264       | 81.23%   |
| російська  | 60        | 18.46%   |
| румунська  | 1         | 0.31%    |
| Усього     | 325       | 100%     |